# The Wrath of Becky
The Wrath of Becky es una película de suspenso y acción de 2023 dirigida por Matt Angel y Suzanne Coote. Angel escribió el guion basado en una historia de él y Coote. La película es una secuela de la película Becky de 2020 y presenta a Lulu Wilson regresando como la homónima Becky, junto a Seann William Scott.
The Wrath of Becky se estrenó en el festival de cine South by Southwest el 11 de marzo de 2023. Fue estrenada en los Estados Unidos el 26 de mayo de 2023.

## Sinopsis
Tres años después de escapar de un ataque violento contra su familia por parte de cuatro neonazis, Becky, ahora de 16 años, y su perro Diego viven con una amable anciana llamada Elena Connor para reconstruir sus vidas. Pero cuando una organización fascista conocida como los "Hombres Nobles" irrumpe en su casa, ataca tanto a Becky como a Elena y secuestra a Diego, Becky debe enfrentarse a los Hombres Nobles volviendo a sus viejas costumbres para protegerse a sí misma y a sus seres queridos, rescatar a Diego y descubre los planes de ataque político de los Hombres Nobles antes de que sea demasiado tarde.

## Reparto
- Lulu Wilson como Becky
- Seann William Scott como Darryl
- Denise Burse como Elena
- Jill Larson como Darryl Sr.
- Michael Sirow como Anthony
- Aaron Dalla Villa como DJ
- Matt Angel como Sean
- Courtney Gains como Twig
- Pac Williams como Diego
- Alison Cimmet como Alice Gibbs
- Derek Gaines como Ted
- John D. Hickman como Steve
- Kate Siegel como Agent Kate Montana
- Zoie Morris como Charmain
- Gabriella Piazza como Senator Hernandez

## Producción

### Desarrollo
Matt Angel y Suzanne Coote fueron contactados para escribir y dirigir una secuela de Becky en diciembre de 2021 por el productor JD Lifshitz. Sin más instrucciones y solo tres semanas para escribir el guion, Angel vio Kill Bill para orientarse sobre el tono y los personajes de la película. Lulu Wilson trabajó en estrecha colaboración con los cineastas para suavizar los bordes de Becky. Habiendo pasado dos años entre películas, Wilson esperaba ver una iteración más madura del personaje. Inspirándose en películas como Kick-Ass y la filmografía de Edgar Wright, los cineastas adoptaron un tono más cómico para la secuela. El dúo trabajó para seguir la línea entre los elementos de "levedad del cómic" y la peligrosidad "aparente" de las amenazas de la película. En junio de 2022, la película se anunció oficialmente bajo el título Becky 2: The Wrath of Becky. Se reveló que Seann William Scott interpretaría al villano de la película, además de ser productor ejecutivo junto a Wilson. Nick Morris, coguionista de la primera película, y la pareja de directores Jonathan Milot y Cary Murnion también estaban a bordo como productores ejecutivos.

### Rodaje
La producción tuvo lugar en secreto en Nueva Jersey y duró 18 días. Se realizó una filmación adicional en la ciudad de Scotch Plains a principios de junio. Angel y Coote, así como su directora de fotografía Julia Swain, decidieron abandonar los métodos de filmación manual utilizados en la película anterior y, en su lugar, usar movimientos de cámara más sofisticados y steadicam.

## Estreno
The Wrath of Becky debutó en el festival de cine South by Southwest el 11 de marzo de 2023. La película, que anteriormente se esperaba que se estrenara a principios de 2023, fue estrenada por Quiver Distribution el 26 de mayo de 2023.